# Dindica erythropunctura
Dindica erythropunctura är en fjärilsart som beskrevs av Chu 1981. Dindica erythropunctura ingår i släktet Dindica och familjen mätare. Inga underarter finns listade i Catalogue of Life.